# Khanat de Crimée
1441–1783
Entités précédentes :
- Horde d'or

Entités suivantes :
- Oblast de Tauride

Le khanat de Crimée (tatar de Crimée : Qırım Hanlığı, russe : Крымское ханство, Krymskoïe khanstvo ; ukrainien : Кримське ханство, Krymske khanstvo ; turc : Kırım Hanlığı ; polonais : Chanat Krymski) est un ancien État sous protectorat ottoman gouverné par les Tatars de Crimée de 1441 à 1783. Son nom originel était Qırım Yurtu (tatar de Crimée : Qırım Yurtu, قريم يورتى). Parmi les khanats turcs issus de l'éclatement de la Horde d'or, le khanat de Crimée est celui qui a duré le plus longtemps.
Le khanat s'étendait sur environ 150 000 km2 comprenant la Crimée (excepté la côte sud et les ports contrôlés par les Grecs et les Génois, puis par les Turcs) et une vaste portion, plus ou moins étendue selon les époques, de la steppe pontique héritée des Coumans, au nord et autour de la mer Méotide et des embouchures du Dniestr, du Boug méridional, du Dniepr, du Don et du Kouban.
Lorsque l'Empire turc prit le contrôle du pourtour de la mer Noire au XVe siècle, le khanat devint son allié et son vassal : les Ottomans prirent le contrôle direct d'Azaq, de la côte sud de la Crimée, du Boudjak (dit « Bessarabie » par les chrétiens) et du Yedisan, mais laissèrent au khanat le libre usage, sans taxes, de ces deux derniers territoires, intégrés comme rayas au paşalık d'Özi jusqu'en 1783. Initialement tengriste, le khanat est passé progressivement à l'islam sous l'influence turque, mais comptait quelques minorités chrétiennes (dont des Arméniens) et juives.
Lorsque l'Empire russe annexa le khanat de Crimée en 1783, seule la France émit une protestation. Pour apaiser les Français, l'impératrice Catherine II offrit un cadeau d'une valeur de 50 000 roubles à l'ambassadeur de France à Constantinople et lui attribua une rente annuelle de 6 000 roubles. Lorsque le gouvernement ottoman consulta l'ambassadeur de France au sujet d'un appel conjoint aux États et aux peuples d'Europe, l'ambassadeur déclara : « S'adresser à l'Europe maintenant, c'est défier la Russie : ce n'est pas une mesure appropriée pour le moment ». Et l'appel n'eut pas lieu.

## Histoire

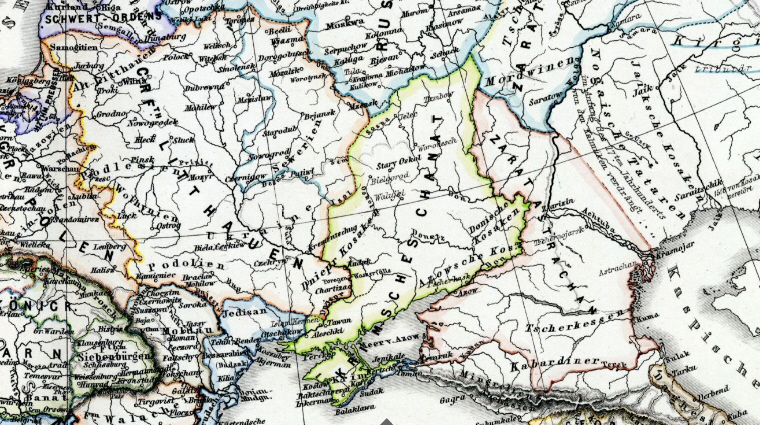
Le khanat de Crimée (vert clair) en 1500 (en bleu l'Empire ottoman).

### Création du khanat
Le khanat de Crimée fut fondé lors de la sédentarisation de plusieurs clans de la Horde d'or venus du Desht-i Kipchak (steppes « kiptchaques » de l'actuelle Ukraine et du sud de la Russie), qui firent de la Crimée leur yurt (« pays »), après avoir formé l'un des Ulu de la Horde d'Or depuis 1239. Sa capitale était située à Esqi Qirim.
Les Tatars locaux invitèrent un descendant de Gengis Khan compétiteur pour le trône de la Horde d'Or, Hacı Giray, à devenir leur khan. Hacı Giray accepta le trône et rentra de son exil en Lituanie. Il combattit contre la Horde d'Or de 1420 à 1441, et finit par obtenir l'indépendance. Il dut ensuite faire face à des guerres civiles avant de pouvoir monter sur le trône du khanat en 1449, après quoi il déplaça sa capitale à Qırq Yer (aujourd'hui située à Bakhtchyssaraï).
Ses descendants, d'origine mongole comme lui, régnèrent sur le khanat de Crimée jusqu'à son annexion par la Russie en 1783.

### Établissement du protectorat ottoman
La côte méridionale et les ports de Cembalo (Balaklava), Soldaia (Soudak) et Caffa (Théodosie) appartenaient au domaine de l'empire de Trébizonde depuis 1235 ; celui-ci les concéda durant le XIIIe siècle aux Génois. En 1362, ces régions sont organisées dans le thème de Théodoros (Mangoup pour les Tatars) que le basileus Jean V Paléologue confie à l'un de ses parents, le thémarque Demetrios Paleologue Gavras, dont les descendants constituèrent une principauté grecque quasi-indépendante.
Au nord de la Crimée, les fils de Haci Giray luttèrent les uns contre les autres pour lui succéder. Les Ottomans intervinrent et installèrent l'un d'eux, Meñli Ier Giray, sur le trône. En 1475, les forces ottomanes, dirigées par Gedik Ahmed Pacha, conquirent la principauté grecque de Théodoros et les colonies génoises de Cembalo, Soldaia, et Caffa (Kefe en turc). Ils emprisonnèrent Mengli Giray pendant trois ans pour avoir résisté à l'invasion. Après son retour de captivité de Constantinople, ce dernier accepta la suzeraineté de la Sublime Porte ; dès lors, le khanat se maintint en tant que protectorat ottoman. Le sultan ottoman, respectueux de l'ascendance gengiskhanide du Khan reconnut la souveraineté de celui-ci sur les steppes du nord, tout en disposant d'un droit de veto lors du choix des nouveaux khans de Crimée.
La Porte annexa les ports du sud de la péninsule avec l'ancien thème de Théodoros et mit en place le sandjak de Caffa, partie du beylerbeylik de Roumélie, avant d'être érigés en province distincte, le pachalik de Kefe, en 1568.
L'annexion ottomane provoqua l'exode de milliers de chrétiens dont les Arméniens tcherkessogaïs et les Grecs pontiques.

### Relations entre le khanat et la Porte
Les sultans ottomans traitèrent les khans plus comme des alliés que comme des sujets. Les khans maintenaient une politique étrangère indépendante des Ottomans dans les steppes de Petite Tartarie. Ils continuèrent de battre monnaie et de voir leur nom utilisé lors de la prière du vendredi, deux signes importants de souveraineté. Ils ne payaient pas systématiquement tribut à l'Empire ottoman et, parfois les Ottomans les rémunéraient pour leurs services lorsqu'ils fournissaient des éclaireurs expérimentés et de la cavalerie pour leurs campagnes.
À la suite de la crise dynastique de 1523, le khanat de Crimée perdit une partie de son autonomie sous le règne du successeur de Mengli Giray, Mehmed Ier Giray. Il mourut cette année-là et depuis la nomination de son successeur en 1524, les khans de Crimée furent systématiquement choisis par le sultan.
L'alliance des Tatars de Crimée et des Ottomans était comparable à l'Union polono-lituanienne pour son importance et sa durée. La cavalerie du khanat devint vite indispensable aux Ottomans pour leurs campagnes en Europe (Pologne-Lituanie, Transylvanie, Moldavie, Valachie) et en Asie (Perse).

### Victoire sur la Horde d'Or

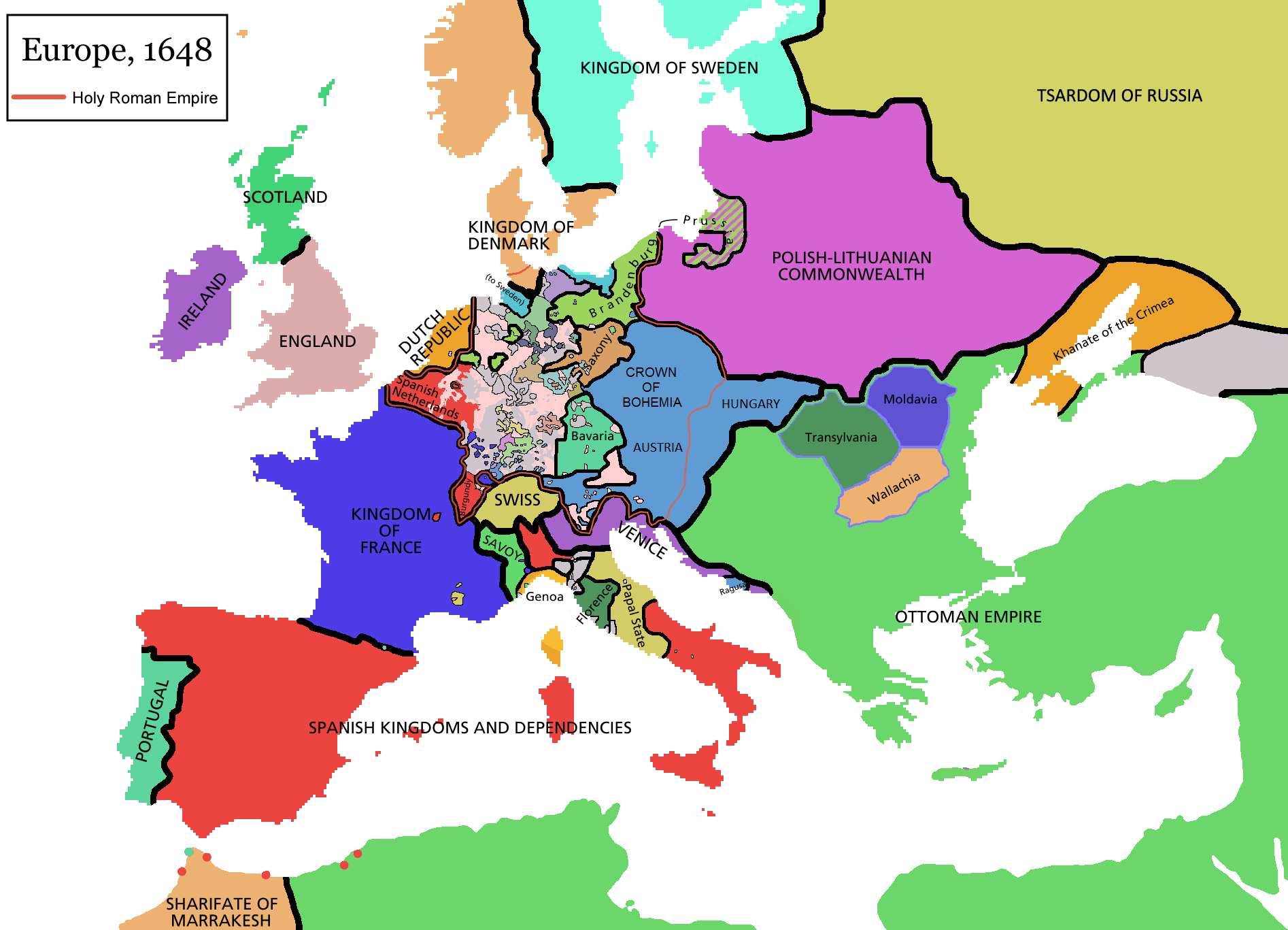
Carte de l'Europe en 1648 lors du soulèvement de Khmelnytsky.

En 1502, Mengli Giray défit le dernier khan de la Horde d'or, qui cessa de revendiquer la souveraineté sur la Crimée. Le khanat choisit initialement comme capitale Salaçıq près de la forteresse de Qırq Yer. Plus tard la capitale fut déplacée à Bakhtchyssaraï, fondée en 1532 par Sahib Ier Giray. Du XVIe siècle à la fin de la dynastie des Giray, les khans de Crimée résidèrent à l'Hansaray, le palais des khans dans la ville de Bakhtchyssaraï. Salaçıq et la forteresse de Qırq Yer font aujourd'hui partie de la conurbation de Bakhtchyssaraï.
Au milieu du XVIe siècle, le khanat de Crimée revendiqua la succession de la Horde d'or, afin d'assoir juridiquement le droit de diriger les khanats tatars de la région de la Volga, en particulier les Kazan et le Astrakhan. Ces revendications le poussèrent contre la Moscovie pour la domination dans cette région. En 1511, le khanat fournit au futur sultan ottoman Selim Ier, gouverneur de la province d'Özi, des troupes pour étendre l'Empire ottoman en Podolie. En 1569, le khanat attaqua Astrakhan, passée sous le contrôle de la Russie. Deux ans plus tard, les Tatars, sous les ordres du khan Devlet Ier Giray, lancèrent un raid contre Moscou, l'incendiant et faisant environ 100 000 prisonniers. L'année suivante cependant, le khanat perdit définitivement tout accès à la Volga à la suite de sa catastrophique défaite de Molodi. Les terres intérieures au nord du khanat étaient convoitées par la Moscovie pour leur productivité agricole, ayant des saisons de croissance plus longues que les siennes. À l'intérieur même de la Moscovie, l'état de guerre permanent à la frontière et la croissance des armées des nobles russes (boyards) provoqua une intense exploitation de la paysannerie.

### Apogée

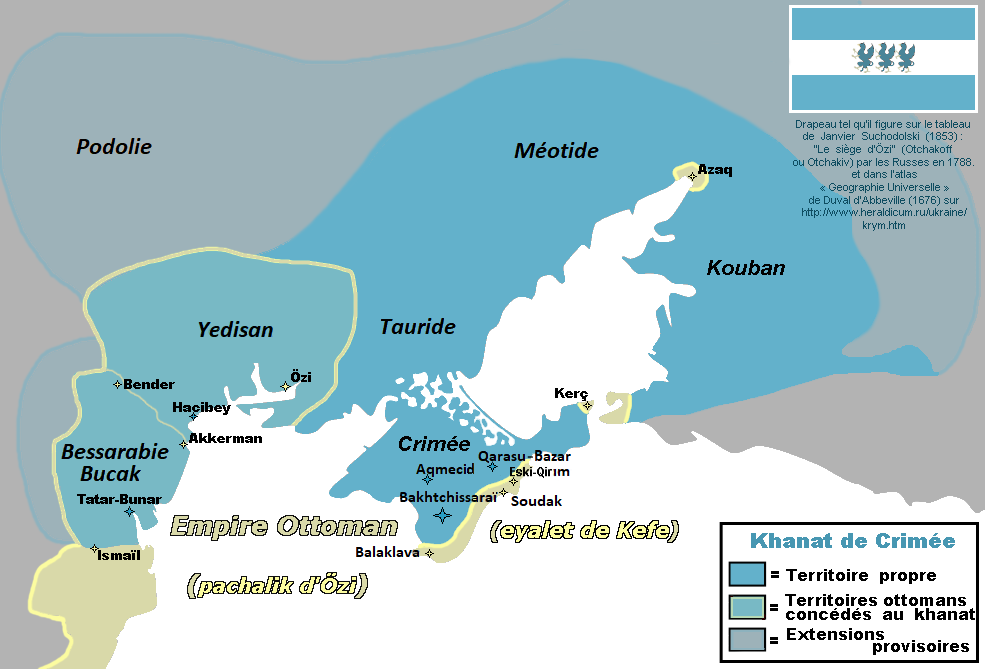
Le Khanat à son apogée vers 1600.

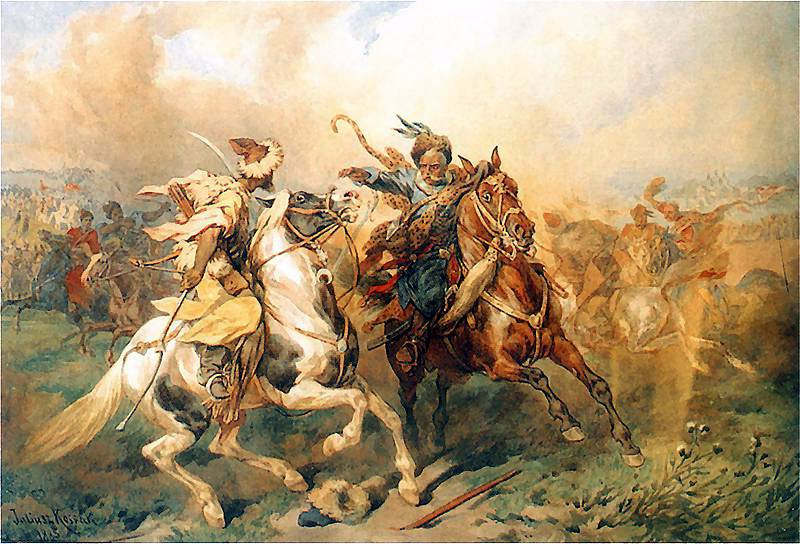
Tatar de Crimée combattant un cosaque de l'union polono-lituanienne. La frontière nord de la steppe pontique, en état permanent de guerre jusqu'au XVIIIe siècle, était le domaine mouvant des akıncis tatars de Crimée se livrant à la traite orientale, des pillards haïdamaques, des cosaques zaporogues et de leurs sitches.

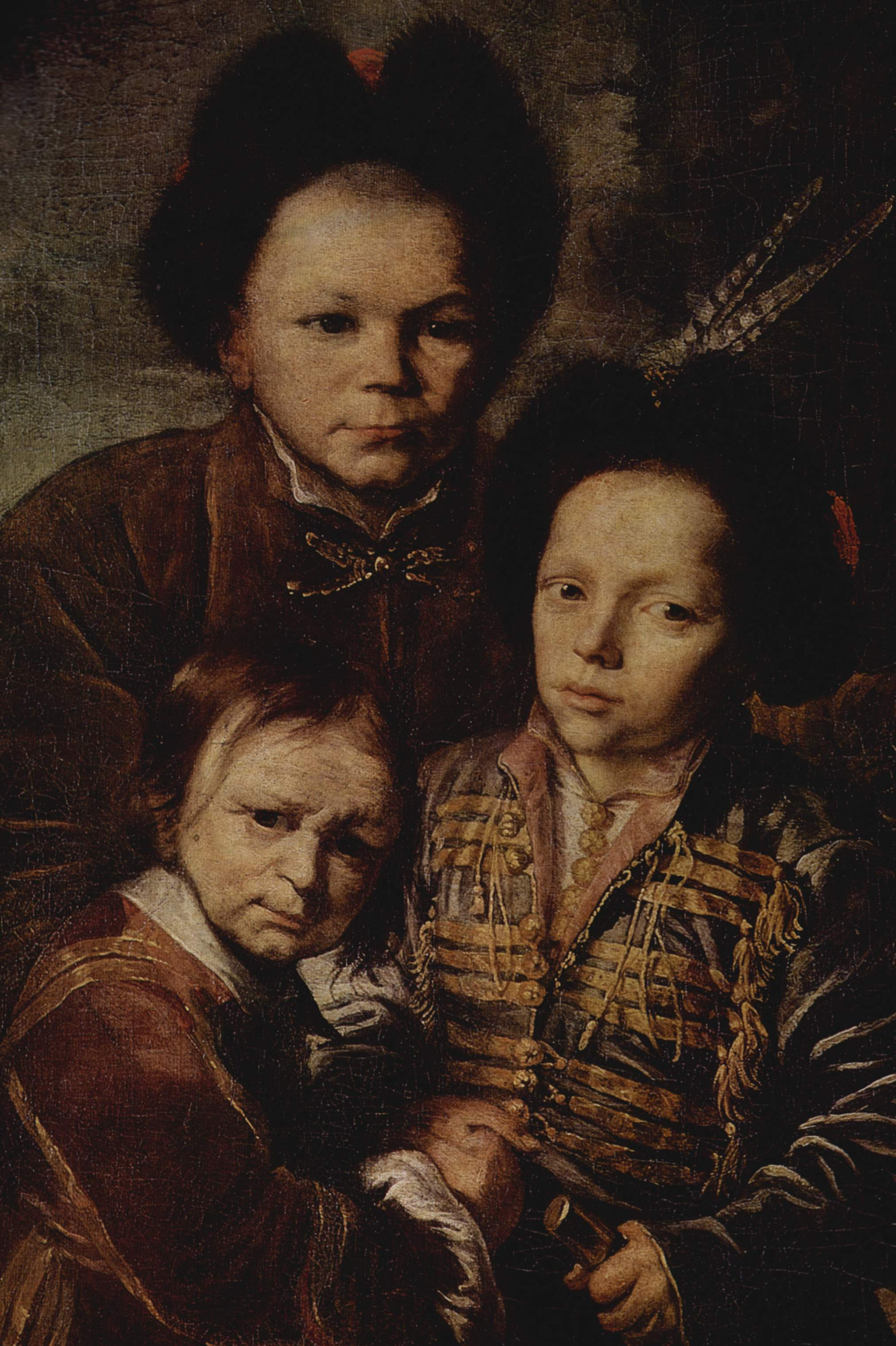
Tatars de Crimée en visite à la cour du Roi Jean II Casimir Vasa. Détail d'un portrait du XVIIe siècle de l'Agha Dedeç avec sa famille.

Le khanat de Crimée fut l'un des États les plus puissants d'Europe orientale jusqu'au XVIIIe siècle. Devenus musulmans, les Tatars de Crimée jouèrent un rôle dans l'extension des frontières de l'islam et surtout dans l'approvisionnement en esclaves. Selon Darius Kolyodzieïtchouk, le nombre d'esclaves capturés par les Tatars de Crimée parmi les paysans et les citadins chrétiens de l'Union polono-lituanienne, des principautés danubiennes et la Moscovie lors de leurs raids, s'élevait à environ 10 000 par an, soit deux millions d'individus environ pour la période comprise entre 1500 et 1700. Ils faisaient en outre des prisonniers parmi les soldats ennemis, et pour chaque prisonnier libéré contre rançon, le khan recevait une prime (savğa) de 10 à 20 % du montant de la transaction ; si la rençon n'était pas versée, le prisonnier était vendu comme esclave.
Les campagnes du Khanat peuvent être classées en sefers, opérations militaires officiellement déclarées et dirigées par le Khan lui-même, et çapuls, raids entrepris à titre privé par des groupes de nobles tatars, contrevenant souvent aux traités signés par le khan avec les États voisins et donc illégaux. Les principaux acheteurs d'esclaves et de produits du pillage furent les Génois, les Génois puis des Ottomans : Caffa était un des marchés les plus importants et les plus connus, où les jeunes femmes slaves au teint clair étaient très prisées par les acheteurs de l'Empire ottoman et du Moyen-Orient ; ce trafic se maintint jusqu'au XVIIIe siècle. Certaines esclaves, comme Roxelane, sont passées à la postérité,, même si ce personnage est peut-être une création littéraire ultérieure.
Il arrivait que le khanat de Crimée passe des alliances avec l'Union polono-lituanienne, les Cosaques zaporogues et la Moscovie. Des Tatars se louaient aussi comme mercenaires à des souverains chrétiens : en 1497 par exemple, ils aidèrent Étienne le Grand, le voïvode de Moldavie, à repousser les troupes polonaises venues exiger sa soumission à la Pologne.
Des Tatars (et leurs éclaireurs, charrons, maquignons, ferblantiers et selliers roms) pouvaient aussi être vaincus et changer d'identité au sein des États chrétiens. Lorsque la conversion des Tatars à l'islam n'était pas encore complète, et lorsque Tatars et Roms, initialement et respectivement tengristes et chamanistes, perdaient une campagne contre les souverains chrétiens, nombreux furent ceux qui se convertirent au christianisme : les Roms devenaient serfs (robi) des boyards ou des monastères polonais, moldaves ou russes, mais des princes tatars étaient également capturés et gardés prisonniers contre rançon. Quelques-uns, ne pouvant être libérés, préfèrent passer à l'orthodoxie et s'intégrer à l'aristocratie chrétienne, comme le khân Temir qui fut à l'origine de la dynastie princière moldave Cantemir. D'autres ont été installés en terre chrétienne comme éleveurs de chevaux, mais purent garder leur identité : ce sont les Tatars de Podlachie.

### Défaite face à la Moscovie
Le déclin du khanat de Crimée, conséquence du déclin de l'Empire ottoman, impliqua un changement dans l'équilibre des pouvoirs en Europe orientale qui favorisa ses voisins chrétiens. Les Tatars de Crimée revenaient de plus en plus souvent défaits et les mains vides des campagnes ottomanes, tandis que la cavalerie tatare, manquant d'équipement, supportait de lourdes pertes contre les armées russes, polonaises ou moldaves équipées d'armes à feu.
À la fin du XVIIe siècle, la Russie moscovite devint trop puissante pour que le khanat de Crimée puisse la piller. Le temps des captures d'esclaves en Russie ou en Ukraine était terminé. Ces pertes politico-économiques érodèrent à leur tour le soutien de sa noblesse envers le khan, devant dès lors affronter des tensions au sein de son État. Les Nogaïs, qui fournissaient une part significative des forces militaires du khanat, retirèrent aussi leur soutien au khan avant la fin de l'empire.
Dans la première moitié du XVIIe siècle, les Kalmouks créèrent un khanat kalmouk sur le cours inférieur de la Volga et, sous Ayuka Khan, menèrent de nombreuses expéditions contre le khanat de Crimée et les Nogaïs. Lorsque les Kalmouks, intégrés à la Russie, s'engagèrent à protéger sa frontière sud, le khanat kalmouk prit une part active dans toutes les campagnes militaires russes des XVIIe et XVIIIe siècles, fournissant plus de 40 000 cavaliers équipés.
En 1687-1689, la régente russe Sophie Alexeïevna, demi-sœur de Pierre le Grand, tenta sans succès de prendre contrôle du khanat, alors vassal de la Sublime Porte, lors des campagnes de Crimée.
Les forces russes attaquèrent le khanat lors de la campagne de Chigirin et des campagnes de Crimée. Durant la guerre russo-turque de 1735-1739, les Russes, sous le commandement de Burckhardt Christoph von Münnich, arrivèrent finalement à pénétrer dans la péninsule de Crimée elle-même.
D'autres batailles eurent lieu lors du règne de Catherine II de Russie. Durante la guerre russo-turque de 1768-1774, en janvier 1769, l'armée turco-tatare forte de 70 000 hommes effectua l'un des plus grands raids de l'histoire, qui fut repoussée par la garnison de 6000 hommes de l'Fort Sainte-Élisabeth, qui empêcha l'Empire ottoman d'avancer davantage. Après cela, les envahisseurs furent repoussés vers les rives de la mer Noire par les troupes du général Roumiantsev. Le résultat de cette guerre est devenu traité de Kutchuk-Kaïnardji, qui transférait le khanat de Crimée dans la dépendance russe.
Le règne du dernier khan de Crimée Şahin Giray fut marqué par l'accroissement de l'influence russe et la violence des partisans du khan contre les nobles opposés à lui. Le 8 avril 1783, en violation du traité, Catherine II de Russie intervint dans la guerre civile, intégrant de facto l'ensemble du Khanat dans l'oblast de Tauride nouvellement créé. En 1787, Şahin Giray se réfugia dans l'Empire ottoman et il semble qu'il a été exécuté à Rhodes par les autorités ottomanes pour trahison. La dynastie Giray, en revanche, survécut puisqu'il y encore des Giray parmi les Tatars de Crimée actuels, en Crimée et dans la diaspora de Turquie.
Par le traité d'Iași de 1792, la frontière russe fut fixée sur le Dniestr : la conquête russe du Yedisan était achevée. En 1812, le traité de Bucarest donna encore à l'Empire russe le Bucak avec accès aux bouches du Danube : les Tatars criméens qui y vivaient furent alors « incités » par Mikhaïl Koutouzov et ses cosaques du Danube à déguerpir vers la Dobroudja encore ottomane (où leurs descendants forment aujourd'hui la minorité tatare de Roumanie) d'où des chrétiens bulgares, roumains et turcophones vînrent à leur place peupler cette nouvelle province russe.

## Système politique et économique

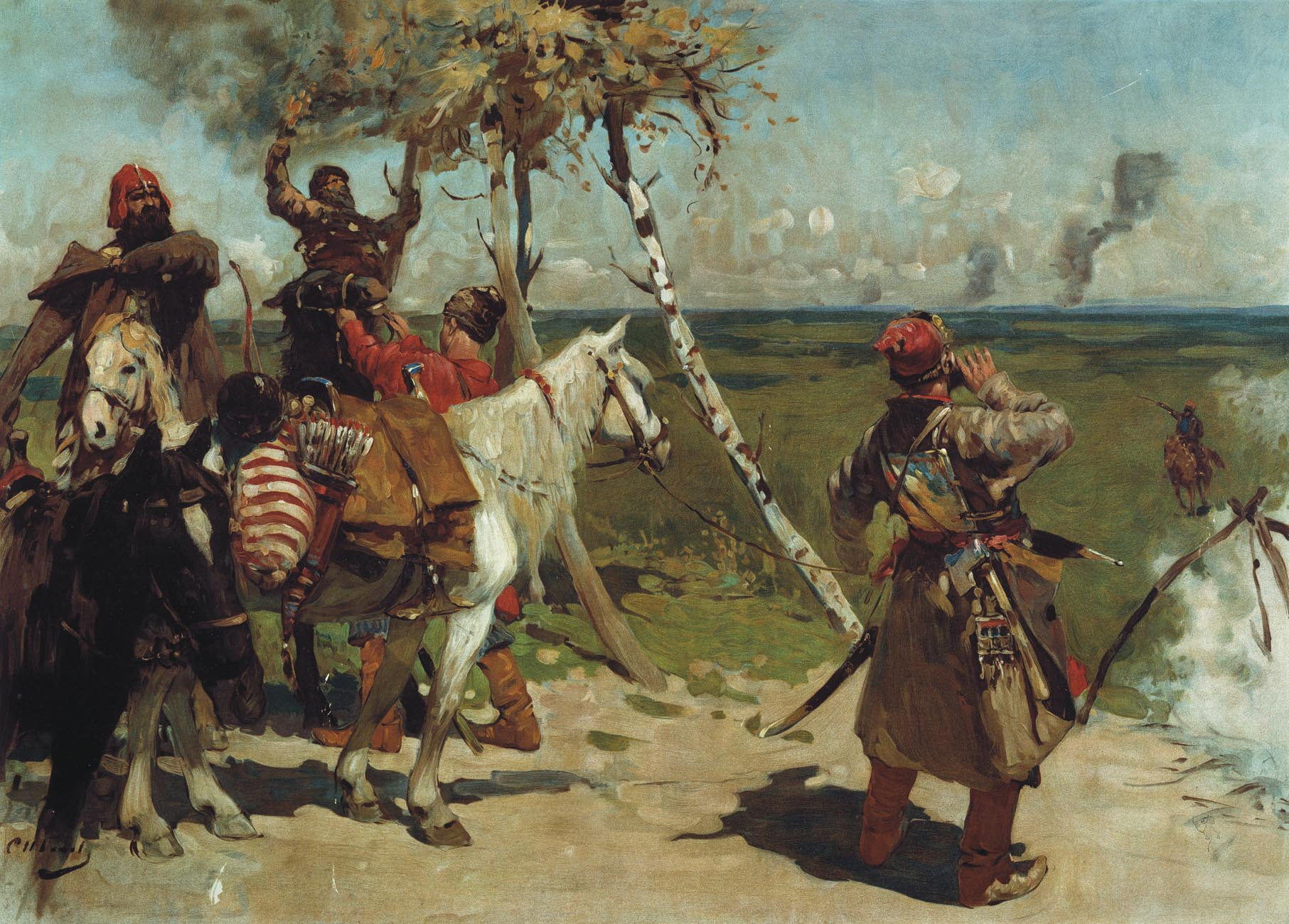
Éclaireurs du Tsarat de Moscou à l'orée de la steppe pontique, par Serguéï Vasiliévitch Ivanov.

Les règles de succession dynastique du Khanat étaient héritées des traditions de la Horde d'or et la dynastie Giray faisait remonter ses origines à Gengis Khan, ce qui lui donnait un ascendant sur les autres nobles. Conformément à la tradition des steppes, le monarque n'était légitime que s'il était Ak süyeq (« aux os blanchis », c'est-à-dire d'ascendance gengiskhanide). Cependant, le khan devait s'appuyer sur les Beys Qaraçı, des nobles tatars turcisés comme les Şirin, Barın, Arğın, Qıpçaq, et en fin de période, Mansuroğlu et Sicavut.
Après la chute du khanat d'Astrakhan en 1556, les Nogaïs transférèrent leur allégeance d'Astrakhan à la Crimée et constituèrent un élément important du khanat. Circassiens et cosaques jouèrent aussi un rôle dans la politique du khanat, prêtant allégeance tantôt au khan, tantôt aux beys.
Les pasteurs nomades nogaïs de la steppe pontique étaient nominalement sujets du khan de Crimée, même lorsqu'ils se trouvaient en territoire ottoman au nord des bouches du Danube (Boudjak du Danube au Dniestr et Yedisan du Dniestr au Bug). Outre ces deux hordes, trois autres, les Yamboyluq (du Bug à la Crimée), les Yediqul (nord de la Crimée) et celle du Kuban étaient aussi vassaux du khan de Crimée.

### Affaires intérieures
Le territoire du khanat était divisé entre les beys. Les relations entre les paysans sédentaires, chrétiens, slaves ou moldaves, les artisans et élevers roms, les bergers nomades musulmans tatars, les nobles tatars et parmi eux les beys, n'étaient pas de type féodal. Les chrétiens (gyaours) et les roms étaient conformément à la loi islamique, à la fois « protégés » et subalternes, exemptés de tout service militaire mais astreints à des corvées sur les vakufs et à payer une double-capitation : le haraç ; ils ne pouvaient pas posséder des terres et leurs lieux de culte devaient être petits, discrets, d'un seul niveau, sans clochers ni cloches. Pour appeler à la prière ils éteient autorisés à battre le bois. Les musulmans, quel que fut leur statut, étaient libres et juridiquement égaux, leur témoignage en justice prévalait sur celui des chrétiens, ils ne pouvaient pas être asservis (pas même pour dettes), pouvaient posséder des terres, les imams pouvaient chanter pour appeler à la prière et les mosquées et minarets pouvaient être aussi magnifiques et hauts que leurs ressources le permettaient ; en revanche, ils devaient le service militaire.
Les lois du khanat étaient basées sur la coutume tatare, la loi islamique et, dans une moindre mesure, sur la loi ottomane. Le chef de la communauté des musulmans, le mufti, était choisi parmi le clergé musulman local. Sa principale fonction n'était pas judiciaire ni théologique mais financière. L'administration du mufti contrôlait les terres des vakufs et leurs énormes revenus.
Un autre notable musulman, le qadı-asker, n'était pas désigné par le clergé mais par le sultan ottoman. Il supervisait les districts judiciaires du khanat, chacun sous la responsabilité d'un qadı. En théorie, les kadis étaient responsables devant le qadı-asker, mais en pratique ils répondaient devant les chefs de clan et le khan. Les qadis déterminaient au jour le jour le comportement des musulmans du khanat.
Les réformes du dernier khan, Şahin Giray aboutissent à la mise en place d'une administration inspirée par le modèle ottoman : les terres des nobles furent proclamées domaine du khan et réorganisées en qadılıqs (provinces gouvernées par des représentants du khan).

### Minorités
Les minorités non musulmanes (Grecs pontiques, Arméniens tcherkessogaïs, Goths de Crimée, Adyguéens (Circassiens), Italiens génois, Moldaves, Juifs romaniotes, karaïtes et krymtchaks) vivaient dans des villes, des quartiers et des villages qui leur étaient assignés, régis par leurs propres institutions religieuses et judiciaires : ces dispositions analogues au système ottoman des millet favorisaient l'islamisation des pays conquis. Souvent leurs localités, quartiers ou rues, ainsi que celles des juifs, étaient identifiées par le préfixe Gyaour (« incroyant ») : par exemple la ville de Hacıoğlu-Pazarcik (« Petit marché du fils de pélerin ») avait un quartier nommé Gyaur-Dobric (« Incroyants dobrougéens »).

### Commerce
La fraction nomade des Tatars de Crimée et tous les Nogaïs étaient éleveurs d'ovins, de bovins et de chevaux. La Crimée disposait d'importants ports de commerce (directement rattachés à l'Empire ottoman) d'où les biens arrivant de la route de la soie étaient exportés vers l'Europe. Le khanat de Crimée comptait des villes prospères comme la capitale Bakhtchyssaraï (« sérail de Bakhtcheu »), mais aussi Kezlev, Qarasu-Bazar (« marché du ruisseau sombre ») et Aqmecid, ainsi que des caravansérails, fortins et postes de guet à travers le territoire.
Les Tatars de Crimée sédentaires étaient actifs dans le commerce, l'agriculture et l'artisanat. La Crimée produisait du vin, du tabac et des fruits secs, notamment des abricots, des pruneaux et des raisins. Les tapis qilims de Bakhchissaraï étaient exportés vers la Pologne et les couteaux fabriqués par les artisans tatars étaient négociés avec des tribus caucasiennes. La Crimée était aussi réputée pour sa soie et son miel.
Le commerce des esclaves slaves ou moldaves était une source majeure de revenus pour les Tatars de Crimée et la noblesse nogaïe. Ce processus, connu sous le nom de « moisson de la steppe », consistait à lancer des raids sur les paysans chrétiens des pays voisins, les capturer et les vendre comme esclaves.

## Liste des khans de Crimée
| Dates du règne         | Nom                                           | Remarques                                     |
| ---------------------- | --------------------------------------------- | --------------------------------------------- |
| c. 1427 ou 1441 - 1456 | Haci Ier Giray                                | Premier règne                                 |
| 1456                   | Hayder                                        |                                               |
| 1456-1466              | Haci Ier Giray                                | Deuxième règne                                |
| 1466-1467              | Nur Devlet                                    | Premier règne                                 |
| 1467                   | Mengli Ier Giray                              | Premier règne                                 |
| 1467-1469              | Nur Devlet                                    | Deuxième règne                                |
| 1469-1475              | Mengli Ier Giray                              | Deuxième règne                                |
| 1475-1476              | Nur Devlet                                    | Troisième règne                               |
| 1476-1478              | Janibeg, gouverneur d'Ahmed de la Horde d'or. | Janibeg, gouverneur d'Ahmed de la Horde d'or. |
| 1478-1515              | Mengli Ier Giray                              | Troisième règne                               |
| 1515-1523              | Mehmed Ier Giray                              |                                               |
| 1523-1524              | Ğazı Ier Giray                                |                                               |
| 1524-1532              | Saadet Ier Giray                              |                                               |
| 1532                   | İslâm Ier Giray                               |                                               |
| 1532-1551              | Sahib Ier Giray                               |                                               |
| 1551-1577              | Devlet Ier Giray                              |                                               |
| 1577-1584              | Mehmed II Giray                               |                                               |
| 1584                   | Saadet II Giray                               |                                               |
| 1584-1588              | İslâm II Giray                                |                                               |
| 1588-1596              | Ğazı II Giray                                 | Premier règne                                 |
| 1596                   | Fetih Ier Giray                               |                                               |
| 1596-1607              | Ğazı II Giray                                 | Deuxième règne                                |
| 1607-1608              | Toqtamış Giray                                |                                               |
| 1608-1610              | Selâmet Ier Giray                             |                                               |
| 1610-1610              | Mehmed III Giray                              | Premier règne                                 |
| 1610-1623              | Canibek Giray                                 | Premier règne                                 |
| 1623-1627              | Shahin Ier Giray avec Mehmed III Giray        | Deuxième règne                                |
| 1627-1635              | Canibek Giray                                 | Deuxième règne                                |
| 1635-1637              | İnayet Giray                                  |                                               |
| 1637-1641              | Bahadır Ier Giray                             |                                               |
| 1641-1644              | Mehmed IV Giray                               | Premier règne                                 |
| 1644-1654              | İslâm III Giray                               |                                               |
| 1654-1666              | Mehmed IV Giray                               | Deuxième règne                                |
| 1666-1671              | Adil Giray                                    |                                               |
| 1671-1677              | Selim Ier Giray                               | Premier règne                                 |
| 1677-1683              | Murad Giray                                   |                                               |
| 1683-1684              | Hacı II Giray                                 |                                               |
| 1684-1691              | Sélim Ier Giray                               | Deuxième règne                                |
| 1691                   | Saadet III Giray                              |                                               |
| 1691-1692              | Safa Giray                                    |                                               |
| 1692-1699              | Selim Ier Giray                               | Troisième règne                               |
| 1699-1702              | Devlet II Giray                               | Premier règne                                 |
| 1702-1704              | Selim Ier Giray                               | Quatrième règne                               |
| 1704-1707              | Ğazı III Giray                                |                                               |
| 1707-1708              | Qaplan Ier Giray                              | Premier règne                                 |
| 1708-1713              | Devlet II Giray                               | Deuxième règne                                |
| 1713-1716              | Qaplan Ier Giray                              | Deuxième règne                                |
| 1717-1717              | Devlet III Giray                              |                                               |
| 1717-1724              | Saadet IV Giray                               |                                               |
| 1724-1730              | Meñli II Giray                                | Premier règne                                 |
| 1730-1736              | Qaplan Ier Giray                              | Troisième règne                               |
| 1736-1737              | Fetih II Giray                                |                                               |
| 1737-1739              | Meñli II Giray                                | Deuxième règne                                |
| 1740-1743              | Selâmet II Giray                              |                                               |
| 1743-1748              | Sélim II Giray                                |                                               |
| 1748-1755              | Arslan Giray                                  | Premier règne                                 |
| 1755-1758              | Halim Giray                                   |                                               |
| 1758-1764              | Qırım Giray                                   | Premier règne                                 |
| 1764-1767              | Sélim III Giray                               | Premier règne                                 |
| 1767                   | Arslan Giray                                  | Deuxième règne                                |
| 1767-1768              | Maqsud Giray                                  | Premier règne                                 |
| 1768-1769              | Qırım Giray                                   | Deuxième règne                                |
| 1769-1770              | Devlet IV Giray                               | Premier règne                                 |
| 1770                   | Qaplan II Giray                               |                                               |
| 1770-1771              | Sélim III Giray                               | Deuxième règne                                |
| 1771-1773              | Maqsud Giray                                  | Deuxième règne                                |
| 1771-1775              | Sahib II Giray                                |                                               |
| 1775-1777              | Devlet IV Giray                               | Deuxième règne                                |
| 1777-1782              | Shahin II Giray                               | Premier règne                                 |
| 1782                   | Bahadir II Giray                              |                                               |
| 1782-1783              | Shahin II Giray                               | Second règne                                  |

### Sources bibliographiques
- (en) Alan W. Fisher, The Crimean Tatars, Standford University California, Hoover Institution Press, 1987, 264 p. (ISBN 0817966625)
- Violeta-Anca Epure, Quelques considérations sur les relations entre la Moldavie et les tatars le long du XVe siècle. La perspective de sources historiques, p. 57-75.
- Desaive Dilek, « Le khanat de Crimée dans les archives ottomanes », dans Cahiers du monde russe et soviétique, 1972, vol. 13, no 13-4, p. 560-583.
- Arnaud Blin, Les conquérants de la steppe, d'Attila au Khanat de Crimée, Ve – XVIIIe siècle, Paris, Passés Composés, 2021.